# Leucoplaste

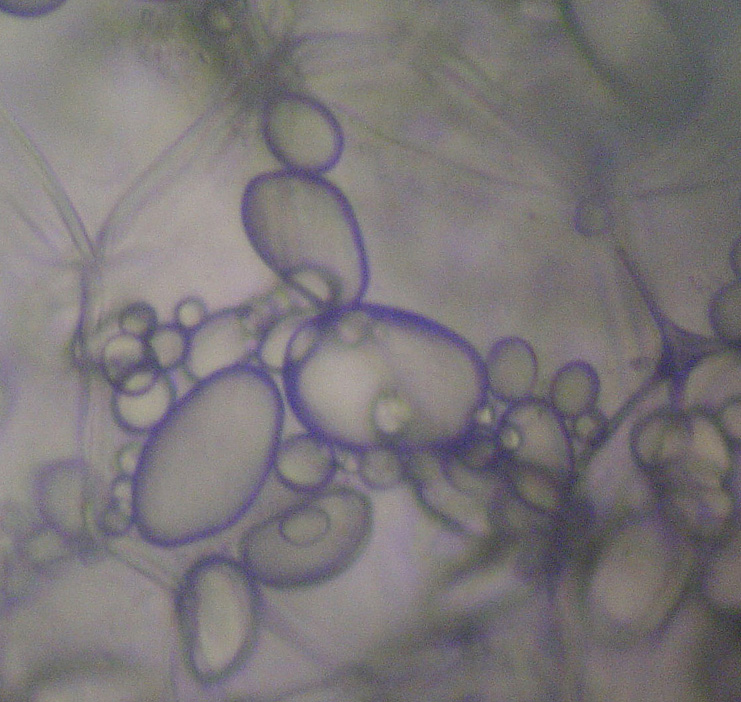
Leucoplastes de pomme de terre, plus spécifiquement des amyloplastes.

Les leucoplastes représentent une catégorie de plastes, organites spécifiques des cellules végétales. Contrairement à d'autres plastes tels que les chloroplastes ou les chromoplastes, ils ne sont pas pigmentés.
N'ayant pas de pigments, les leucoplastes ne sont pas verts, ce qui suggère une localisation dans les racines et dans les tissus non photosynthétiques. Ils peuvent se spécialiser pour stocker des réserves d'amidon, de lipides ou de protéines, ils sont alors respectivement appelés amyloplastes, oléoplastes, ou protéinoplastes. Cependant, dans de nombreux types cellulaires, les leucoplastes n'occupent pas une fonction de stockage, mais sont impliqués dans de nombreuses réactions de biosynthèse essentielles, telles que la synthèse d'acides gras, de nombreux acides aminés, et de composés tétrapyrroles comme les hèmes. En général, les leucoplastes sont de taille inférieure aux chloroplastes et prennent des formes variées, souvent décrites comme amiboïdes. Des réseaux denses de stromules (en) reliant les leucoplastes ont été observés dans les cellules épidermiques des racines, des hypocotyles et des pétales, ainsi que dans des cals et des suspensions de cultures cellulaires de tabac. Dans certains types cellulaires et à certains stades de développement, les leucoplastes sont rassemblés autour du noyau avec des stromules qui s'étendent vers la périphérie cellulaire, comme observé pour les proplastes dans les méristèmes racinaires.
Les étioplastes, qui sont des chloroplastes immatures ou étiolés par manque de lumière, ne contiennent pas de pigments actifs et peuvent donc être considérés comme une forme de leucoplastes. Après une exposition à la lumière de quelques minutes, les étioplastes se spécialisent en chloroplastes fonctionnels et cessent d'être des leucoplastes.
Ils se différencient de manière réversible à partir des proplastes.

## Comparaison

Les différents types de plastes.

Interconversions plastidiales.

Proplaste
- Plaste
  - Chloroplaste et étioplaste
  - Chromoplaste
  - Leucoplaste
    - Amyloplaste
      - Statolithe

    - Oléoplaste
    - Protéinoplaste